# August von Hedemann

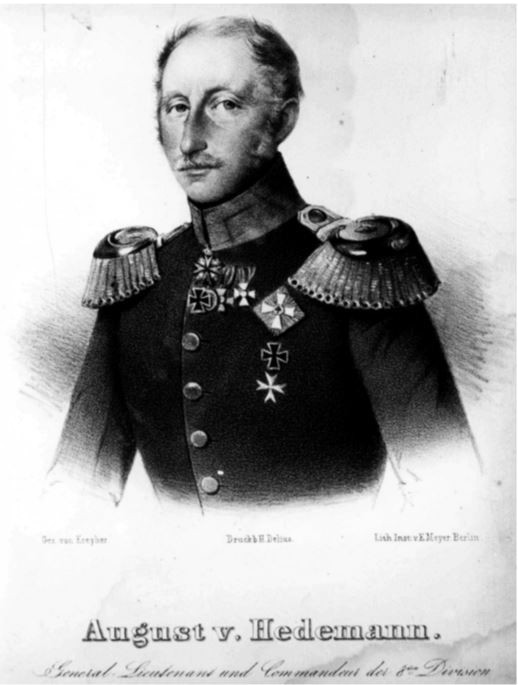
August von Hedemann als preußischer Generalleutnant

August Georg von Hedemann (* 29. Oktober 1784 in Plau am See; † 17. Dezember 1859 in Berlin) war ein preußischer General der Kavallerie.

## Leben

### Herkunft

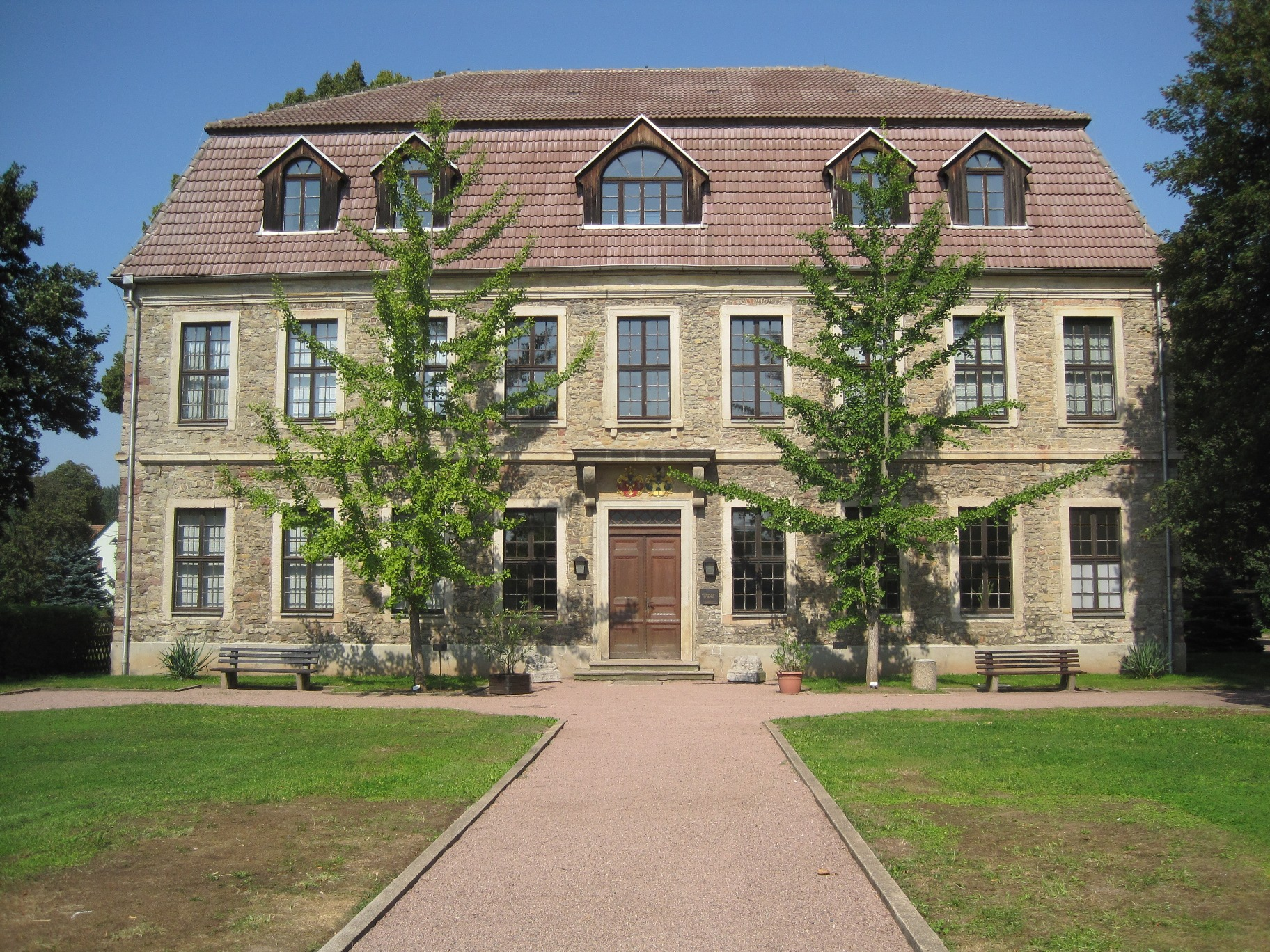
Herrenhaus Burgörner („Humboldt-Schloss“)

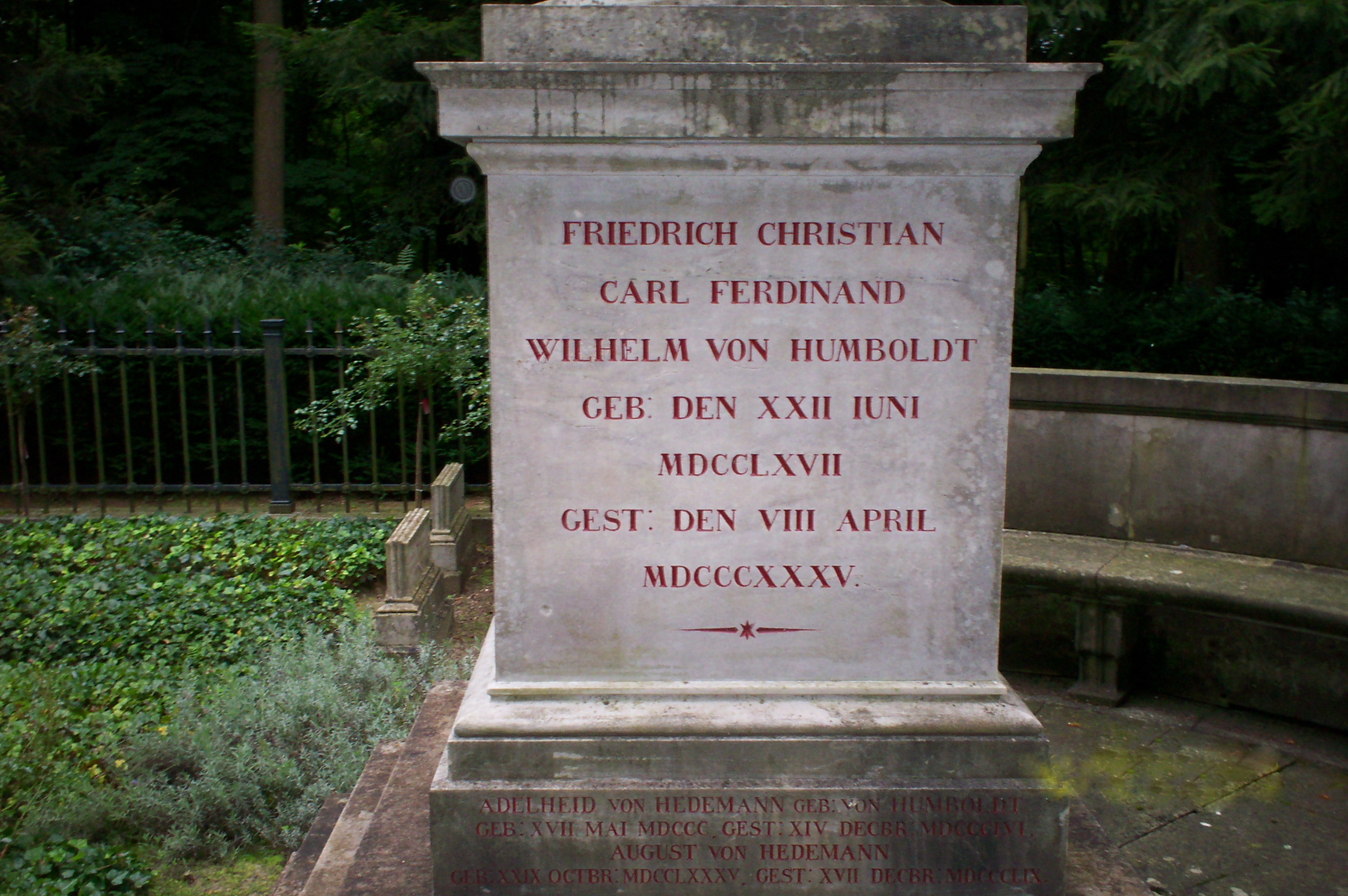
Grabstein von Wilhelm von Humboldt sowie seiner Tochter Adelheid und deren Ehemann August von Hedemann

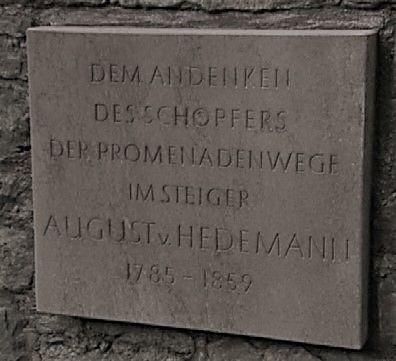
Gedenkplatte im Erfurter Steigerwald (1994)

August entstammte dem preußischen Zweig des Adelsgeschlechts Hedemann. Er war der Sohn von Christoph Marquard Friedrich von Hedemann (* 6. Juni 1759; † 10. April 1803) und dessen Ehefrau Johanna Maria Josepha, geborene von Wunsch (* 2. Januar 1759; † 13. November 1838). Der Vater war zum Zeitpunkt seiner Geburt als Sekondeleutnant im Husarenregiment „von Goeckingk“ in Plau stationiert, das Preußen von 1735 bis 1787 als Pfand besetzt hatte. Er stieg bis zum Rittmeister und Eskadronchef auf und war Ritter des Ordens Pour le Mérite. Nach dem Tod des Vaters erhielt der Sohn eine monatliche Unterstützung von zwei Friedrichsdor und die Mutter eine dauernde Zulage von 100 Talern zu ihrem Witwengehalt. Der Landrat Georg von Hedemann war sein Großvater.

### Militärkarriere
Hedemann trat am 26. Februar 1799 als Junker in das Husarenregiment, in dem bereits sein Vater gedient hatte, ein. Dort avancierte er bis Mitte August 1804 zum Sekondeleutnant und wurde am 30. Dezember 1805 Adjutant des Regimentschefs von Rudorff. Im Ersten Koalitionskrieg kämpfte er im Gefecht bei Criewitz und wurde dafür mit dem Orden Pour le Mérite ausgezeichnet, machte den Rückzug nach Lübeck mit und ging dort in Gefangenschaft. Er kam am 23. Januar 1807 zum Depot des Regiments. Nach seiner Auswechselung wurde Hedemann am 3. April 1807 Adjutant des Prinzen Wilhelm von Preußen, dem vierten Sohn von König Friedrich Wilhelm II. Er kämpfte dann bei Gollau und Königsberg. Ferner begleitete er den Prinzen 1808 nach Paris.
Nach dem Frieden von Tilsit stieg Hedemann bis Ende April 1810 zum Stabsrittmeister auf. Am 17. Juni 1811 bekam er mit halbem Gehalt sieben Wochen Urlaub, um nach Wien zu gehen. Am 21. April 1812 wurde er zum Rittmeister befördert. Am Beginn der Befreiungskriege wurde er in der Schlacht bei Großgörschen verwundet, erhielt den Orden des Heiligen Wladimir IV. Klasse und am 19. Mai 1813 das Eiserne Kreuz II. Klasse. Er kämpfte dann bei Bautzen und an der Katzbach. Er avancierte am 4. September 1813 zum Major und kam sieben Tage später unter Belassung in seiner Stellung als Adjutant des Prinzen Wilhelm in den Generalstab. Er kämpfte dann bei Leipzig und erhielt den Orden der Heiligen Anna II. Klasse. Am 4. Januar 1814 kam er dann als Generalstabsoffizier in die 8. Brigade des Korps Yorck. Er kämpfte danach bei Laon, Paris und Belle Alliance sowie in den Gefechten bei Haynau, Colditz, Löwenberg, Görlitz, Bunzlau, Chalons, Mery, Claye Aubert und Villiers. Zudem bekam er am 1. Juni 1814 das Eiserne Kreuz I. Klasse sowie am 1. Januar 1815 den Johanniterorden.
Am 2. Oktober 1815 erhielt Hedemann das Eichenlaub zum Orden Pour le Mérite. Mit seiner Beförderung zum Oberstleutnant wurde er am 30. Oktober 1815 1. Adjutant des Prinzen Wilhelm. 1817 wurde er in die Gesetzlose Gesellschaft zu Berlin aufgenommen und im gleichen Jahr erhielt Hedemann bei vollem Gehalt einen achtmonatigen Urlaub für einen Aufenthalt in Italien. Am 16. Mai 1818 erhielt den Orden des Heiligen Georg IV. Klasse. Am 29. November 1821 ernannte man Hedemann zum Kommandeur des 2. Leib-Husaren-Regiments im schlesischen Herrnstadt. In dieser Stellung wurde er am 30. März 1823 mit Patent vom 9. April 1823 zum Oberst befördert. 1825 erhielt er das Dienstkreuz.
Für Hedemann komponierte Carl Maria von Weber 1822 einen Marsch. Nach dem Tod seiner Schwiegermutter wurde er auf Humboldts Wunsch von König Friedrich Wilhelm III. nach Berlin versetzt und am 30. März 1829 zum Kommandeur des 2. Garde-Ulanen-Landwehr-Regiments ernannt. In dieser Eigenschaft erhielt er am 12. Juni 1829 den russischen Sankt-Stanislaus-Orden II. Klasse mit Brillanten. Am 30. März 1832 folgte seine Ernennung zum Kommandeur der 6. Landwehr-Brigade und Hedemann wurde dem 2. Garde-Ulanen-Regiment aggregiert. Ab dem 7. August 1833 fungierte er auch als Mitglied der General-Ordens-Kommission. Am 30. März 1834 wurde er zum Generalmajor befördert und am 18. Juli 1837 mit dem Kommandeurskreuz des Schwertordens ausgezeichnet. Am 30. März 1838 wurde er als Kommandeur zur 10. Division in Posen versetzt und mit der Wahrnehmung der Geschäfte als 1. Kommandant der Festung Posen beauftragt. Mit seiner Ernennung zum Kommandeur der 8. Division wurde Hedemann am 30. März 1840 mit der Wahrnehmung der Geschäfte als Kommandeur der Festung Erfurt beauftragt. In dieser Stellung wurde er am 7. April 1842 zum Generalleutnant befördert und am 27. Oktober 1842 mit dem Großkreuz des Ordens von Weißen Falken ausgezeichnet. Er war Mitbegründer des Erfurter Gartenbauvereins und dessen Direktor. Verdient machte er sich besonders um den Erfurter Steigerwald. Gemeinsam mit Friedrich Adolph Haage ließ er die sogenannten „Hedemanns-Wege“ im Waldgebiet anlegen, um dieses für die Erfurter Bürger zu erschließen.
Am 22. September 1844 wurde er mit dem Roten Adlerorden I. Klasse mit Eichenlaub ausgezeichnet. Am 5. März 1848 wurde Hedemann Kommandierender General des IV. Armee-Korps. Am 26. Februar 1849 feierte er sein 50-jähriges Dienstjubiläum. Am 25. Februar 1851 bekam er das Großkreuz des Ordens Heinrichs des Löwen sowie am 29. Mai 1851 das Großkreuz des Sachsen-Ernestinischen Hausordens. Am 7. Februar 1852 wurde er dann mit dem Charakter als General der Kavallerie in den Ruhestand versetzt. Noch am 13. Januar 1857 erhielt Hedemann die Krone zum Orden Pour le Mérite.
Im Ruhestand lebte er im von seiner Frau geerbten, auch „Humboldt-Schloss“ genannten Herrenhaus Burgörner und auf Schloss Tegel. Er starb mit 74 Jahren am 7. Dezember 1859 in Berlin und wurde am 21. Dezember 1859 in der Familiengrabstätte von Humboldt „Campo Santo“ im Park von Schloss Tegel beigesetzt.

### Familie

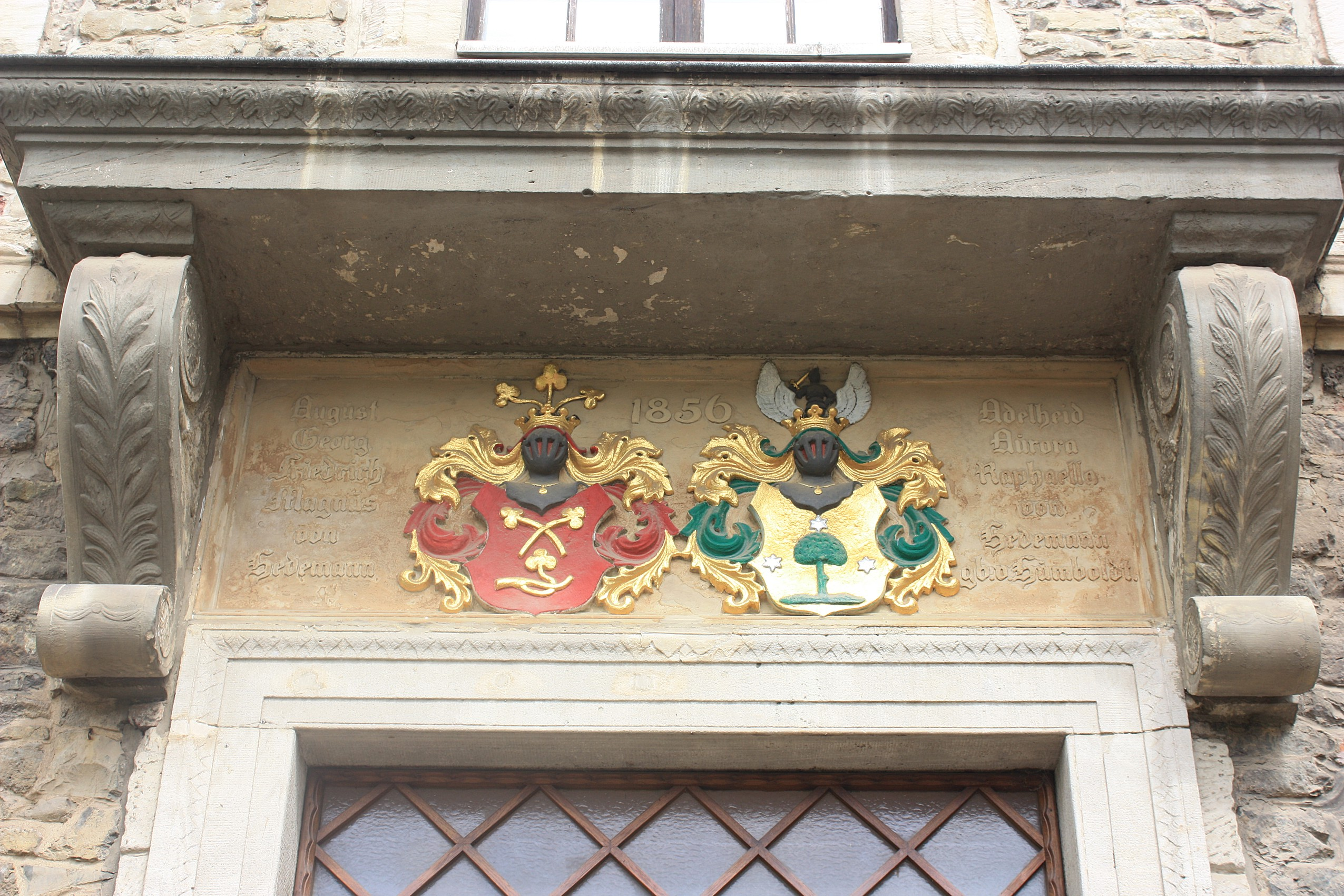
Allianzwappen Hedemann-Humboldt am Portal des Humboldt-Schlosses in Hettstedt

Hedemann heiratete am 24. April 1815 in Berlin Aurora Raffaele Adelheid von Humboldt (* 17. Mai 1800; † 14. Dezember 1856), die nach ihrem Tod im Familienbegräbnis beigesetzt wurde. Sie war eine Tochter von Wilhelm und Caroline von Humboldt.